# Quai de Charenton
Le quai de Charenton ou chemin de l’Ancienne-Écluse est une voie de Charenton-le-Pont, en France.  Son accès est limité aux véhicules de service de VNF, aux piétons et aux cyclistes, sauf un court tronçon de part et d’autre du passage sous la passerelle d’Ivry-Charenton ouvert aux véhicules desservant un dépôt de matériaux.

## Situation et accès
Le quai de Charenton débute porte de Bercy à la limite communale de Paris et de Charenton en amont du pont sous le boulevard périphérique dans le prolongement de la piste cyclable qui longe le quai de Bercy et se termine à l’entrée de la passerelle d’Alfortville.
Le quai de Charenton longe la Seine et l’autoroute A 4  parallèlement au quai de Bercy situé de l’autre côté de cette autoroute. Il passe sous les Ponts Nelson-Mandela et la passerelle industrielle d'Ivry-Charenton.
Il fait partie de plusieurs itinéraires cyclables à moyenne et longue distance ;
- EuroVelo 3 Scandibérique de la  porte de Bercy à l’entrée de la passerelle d’Ivry-Charenton
- itinéraire départemental du Val-de-Marne n° 2 de Paris aux bords de Marne par le chemin de halage prolongé par le chemin du Moulin des Corbeaux à Saint-Maurice.
- itinéraire départemental du Val-de-Marne n° 14 de  Seine amont rive droite  accessible par la passerelle d'Alfortville.

Le pont de l'île Martinet qui enjambe l'autoroute à partir de l'île Martinet est la seule liaison cyclable du quai avec la ville de Charenton, les accès aux ponts Nelson Mandela étant des escaliers.

## Origine du nom
Son nom de quai de Charenton est lié à sa situation dans la commune de Charenton et son  autre dénomination à la desserte de l’écluse disparue à l’entrée, à la pointe de l’île Martinet, de l’ancien canal de Saint-Maurice comblé  au début des années 1950.

## Historique
Jusqu’à la création du boulevard périphérique et de l’échangeur avec l’autoroute A 4 au début des années 1970, le quai de Charenton faisait partie du quai de Bercy qui était une voie continue du boulevard de Bercy à Paris jusqu'au quai des Carrières à Charenton. Ces aménagements autoroutiers ont séparé le quai de Bercy en deux segments, à Paris en aval, et à Charenton en amont où l’autoroute A 4 est construite sur la plus grande partie de l'ancienne largeur du quai.
Depuis cette époque, l’autoroute sépare à Charenton la partie plus étroite du quai au bord du fleuve (quai de Charenton) de la partie subsistante du quai de Bercy côté ville.
Un itinéraire cyclable a été aménagé  vers 1996 sur le quai dont l’accès était auparavant limité, en principe, aux véhicules  de service VNF et aux piétons.

### Ancien quai de Charenton
Avant la restructuration du quartier des Carrières de 1963 à 1978 pour le passage de l'autoroute A 4, il existait un quai de Charenton du pont de Charenton à  la rue de l'Embarcadère dans le prolongement du quai des Carrières. Son emplacement correspond approximativement au tronçon de l'actuel quai des Carrières qui se limitait avant ces travaux à la partie entre l'avenue de la Liberté (dans le prolongement du quai de Bercy) et  la rue de l'Embarcadère.